# Tipula (Yamatotipula) fendleri
Tipula (Yamatotipula) fendleri is een tweevleugelige uit de familie langpootmuggen (Tipulidae). De soort komt voor in het Palearctisch gebied.